# دارخزک کائوآئی
دارخزک کائوآئی (نام علمی: Oreomystis bairdi) نام یک گونه از سرده دارخزک‌های دوردست است.